# Stachelrücken
Die Stachelrücken (Stichaeidae) sind eine Familie der Aalmutterverwandten und leben mit etwa 45 Arten in 14 Gattungen im Nordpazifik, einige Arten auch im Nordatlantik.

## Merkmale
Es sind schlanke und langgestreckte, je nach Art 4,5 bis 70 Zentimeter lange Bodenbewohner. Ihr Körper ist von winzigen Rundschuppen bedeckt. Die lange, saumförmige Rückenflosse wird bei vielen Arten nur von Hartstrahlen gestützt. Die Bauchflossen sind sehr klein, können aber auch fehlen. Wenn vorhanden haben sie einen Hart- und vier Weichstrahlen. Über den Augen haben viele Arten büschelförmige Hautauswüchse. Der Abstand von der Schnauzenspitze bis zum Beginn der Afterflosse ist genau so lang wie der Abstand vom Beginn der Afterflosse bis zum Beginn der Schwanzflosse. Die Seitenlinie kann fehlen, es können aber auch bis zu vier auf jeder Seite vorhanden sein. Die Kiemenspalte ist eng, eine Schwimmblase ist nicht vorhanden.
Flossenformel: Dorsale XXII–CXXVII/0–82, Anale I–V/20–102

## Lebensweise

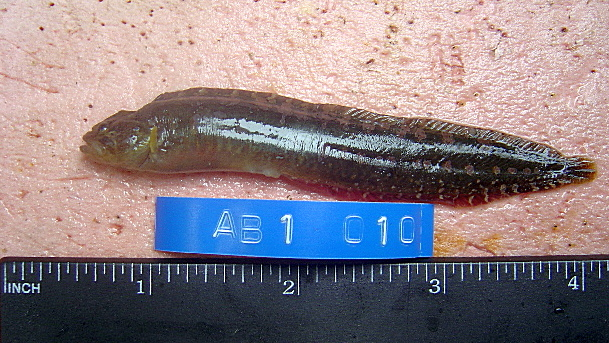
Alectrias benjamini

Die Fische leben in kaltem Wasser in Tiefen bis 250 Metern. Sie ernähren sich unter anderem von Flohkrebsen und Wasserasseln, einige japanische Arten auch von Seeanemonen. Die Eier werden in Klumpen abgelegt und von einem Elternteil bewacht.

## Innere Systematik
Es gibt 4 Unterfamilien, 14 Gattungen und 45 Arten:
- Unterfamilie Alectriinae
- Unterfamilie Chirolophinae
- Unterfamilie Stichaeinae
- Unterfamilie Xiphisterinae

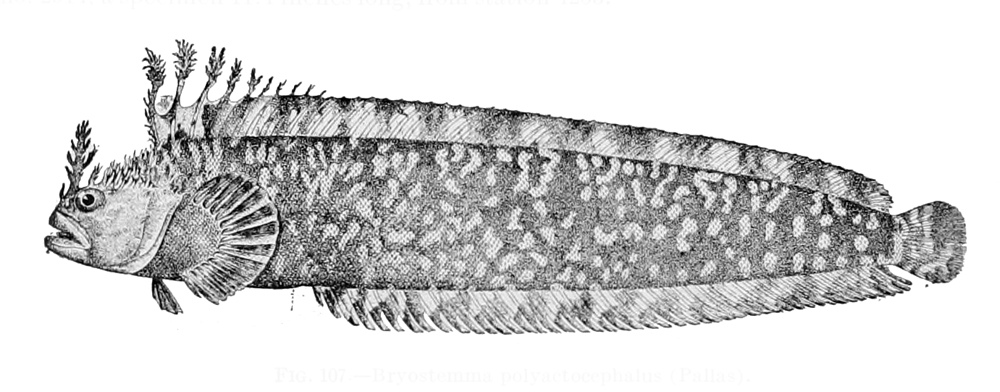
Soldatovia polyactocephala

Die früher den Stachelrücken zugeordneten Unterfamilien Schlangenstachelrücken (Lumpeninae), Neozoarcinae und Opisthocentridae sind heute eigenständige Familien, Azygopterus corallinus und Leptostichaeus pumilus gehören zur Familie Eulophiidae.